# Повітряне крило поліції Вікторії
Повітряне крило поліції Вікторії (англ. Victoria Police Air Wing) — авіаційний підрозділ поліції Вікторії, Австралія.

## Історія

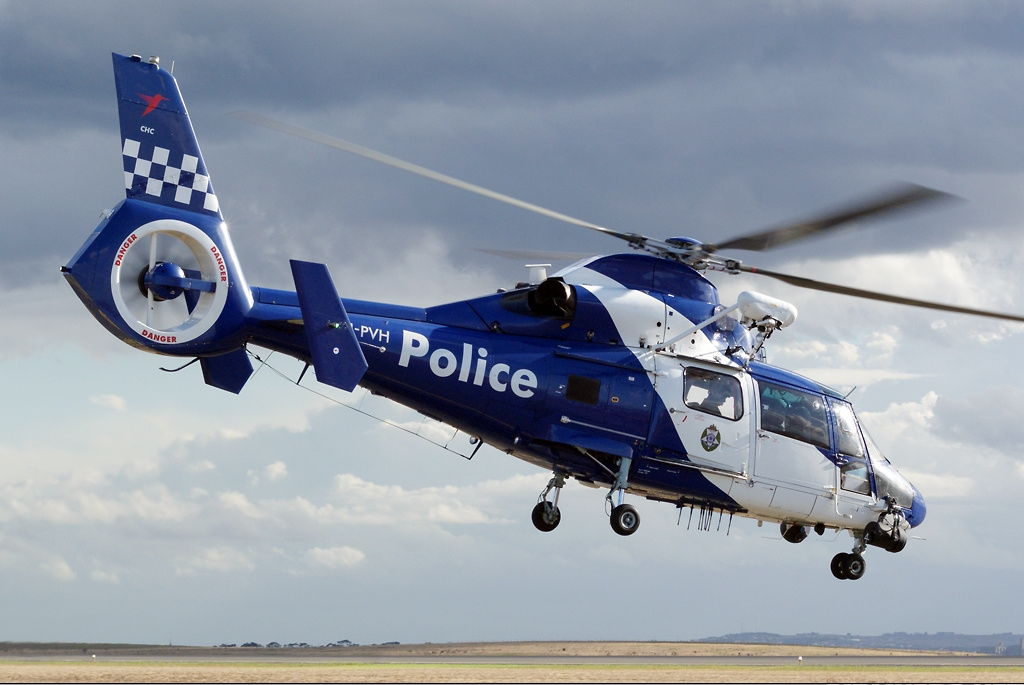
Поліцейський гелікоптер Eurocopter Dauphin 2

Повітряне крило було зформоване 1975 після того, як члени поліцейського аероклубу Вікторії продемонстрували потенціал авіації при використанні у поліції. Першими були взяти в ліцензію два двохдвигунові літаки Aero Commander.

## Використання
Air Wing проводить широку діяльність, що включає:
- Попередження злочинів через патрулювання територій,
- Координування дій поліцій з повітря,
- Пошук і порятунок людей на морі та у віддалених місцевостях,
- Протипожежна діяльність, включно із аерофотозйомкою,
- Цілодобова невідкладна медична допомога,
- Фотографування місцевості з метою запобігти злочинам.

## Парк техніки
| Модель                     | Реєстраційний номер | Серійний номер | Збудований | В експлуатації з | Notes                                                               |
| -------------------------- | ------------------- | -------------- | ---------- | ---------------- | ------------------------------------------------------------------- |
| Eurocopter AS365N3 Dauphin | VH-PVH              | 6604           | 2001       | 2001             | Police purposed.                                                    |
| Eurocopter AS365N3 Dauphin | VH-PVG              | 6597           | 2001       | 2001             | Медичне використання, пофарбований в червоні кольори Air Ambulance. |
| Eurocopter AS365N3 Dauphin | VH-PVD              | 6846           | 2009       | 2009             |                                                                     |
| Eurocopter EC135 T2+       | VH-PVE              | 0834           | 2009       | 2010             |                                                                     |

| Модель                         | Реєстраційний номер | Серійний номер | Рік випуску | Роки служби | Notes                                                                                  |
| ------------------------------ | ------------------- | -------------- | ----------- | ----------- | -------------------------------------------------------------------------------------- |
| Aero Commander 500 type        |                     |                |             | 1975 — ?    |                                                                                        |
| Aero Commander 500 type        |                     |                |             | 1975 — ?    |                                                                                        |
| Aérospatiale SA365C1 Dauphin 2 | VH-PVF              | 5042           |             | 1979 — 2002 | Вертоліт швидкої допомоги. На даний момент в приватній власності, є плани реставрації. |
| Aérospatiale SA365C1 Dauphin 2 | VH-PVA              | 5025           |             | 1986 — 2010 |                                                                                        |
| Aérospatiale SA365C1 Dauphin 2 | VH-PVK              | 5033           |             | 1986 — 2001 | Donated to CQ Rescue, Queensland. Withdrawn 2010.                                      |
| Aérospatiale AS350BA Squirrel  | VH-PVM              | 2058           | 1987        | 1988 — 2010 |                                                                                        |